# Zonnespiegel

Methode van Archimedes om een schip met spiegels in brand te steken

Parallelle golven raken de paraboolreflector op verschillende punten (P) maar focussen in één punt (F)

De zonnespiegel is een mythische uitvinding gedaan door Archimedes, een historische wiskundige. De uitvinding zou bedoeld zijn om vijandelijke schepen te vernietigen door met een grote spiegel zonlicht op te vangen en de lichtbundel naar de vijand te richten. Het was de bedoeling dat de scheepsromp, de tuigage en de zeilen in brand zouden vliegen en de vijand dus overwonnen werd. De praktische mogelijkheden hiervan worden soms betwijfeld, soms bevestigd. 
In de tweede eeuw na Christus schreef de historicus Lucianus van Samosata dat bij de slag om Syracuse (214-212 v.C.) een brandglas zou zijn gebruikt om een Romeins schip in brand te steken. Deze methode, die de zonnespiegel werd genoemd, is al sinds de renaissance onderwerp van discussie. De filosoof René Descartes wees de methode van de hand, maar moderne onderzoekers blijven trachten om met de hulpmiddelen die Archimedes tot zijn beschikking zou hebben gehad te onderzoeken of de methode werkt. Er wordt wel gesuggereerd dat een groot aantal gepolijste bronzen of koperen schilden zouden kunnen zijn gebruikt om het zonlicht te kunnen bundelen, gebruikmakend van het principe van een paraboolreflector.

## Moderne tests
De Griek Ioannis Sakkas testte in 1973 de zonnespiegel op de marinebasis van Skaramagas bij Athene. Hij gebruikte 70 spiegels van 1 bij 1,5 meter met een koperen coating. De spiegels waren gericht op een triplex model van een Romeins oorlogsschip dat zich op een afstand van ongeveer 50 meter bevond. Toen de spiegels eenmaal goed op het schip waren gericht vloog het schip binnen enkele seconden in brand. Het schip was gecoat met een teerlaag, die ervoor gezorgd zou kunnen hebben dat het schip vlam vatte.
In oktober 2005 voerden enkele studenten van het Massachusetts Institute of Technology ook een experiment uit. Zij gebruikten 127 spiegels met een doorsnede van 30 centimeter, richtten deze op een houten schip op 30 meter afstand. Het schip vatte vlam, maar pas toen de aanwezige bewolking was weggetrokken en het schip tien minuten bewegingloos had gedobberd. De studenten trokken de conclusie dat het wapen onder de op dat moment aanwezige omstandigheden bruikbaar was maar in de praktijk weinig praktisch zou zijn.
Ook het populair-wetenschappelijk programma Mythbusters heeft in 2006 met behulp van studenten van het Massachusetts Institute of Technology geprobeerd de zonnespiegel na te bouwen en de werking te testen. Ook daar werd geconcludeerd dat een stilliggend schip na een aanzienlijke tijd die benodigd is voor het focusseren van de spiegels wel in brand kan worden gestoken. Praktisch gezien werd de spiegel echter als niet haalbaar beschouwd aangezien een vijandelijk schip in de regel niet passief stil blijft liggen voor langere tijd. Hout vat pas vlam wanneer het zijn vlampunt bereikt (ca. 300°C). Het Mythbusters-team concludeerde dan ook dat deze mythe "busted" was (dus faalde), vanwege de tijd en de weersomstandigheden die nodig waren om het vlampunt te bereiken. 